# The MDNA Tour
The MDNA Tour fue la novena gira musical de la cantante estadounidense Madonna, realizada para promocionar su duodécimo álbum de estudio, MDNA. Madonna describió el concierto como «un viaje desde la oscuridad hacia la luz». La gira comenzó el 31 de mayo de 2012 en Tel Aviv y visitó Asia, Europa, Norteamérica y Sudamérica. El anuncio fue hecho por el promotor Live Nation Entertainment a través de un comunicado de prensa. La gira fue la primera de la cantante en visitar Emiratos Árabes Unidos, Colombia y varios territorios de Estados Unidos y Canadá, además de ser la segunda bajo el contrato con Live Nation.
Su recorrido se ha dividido en cuatro etapas: Medio Oriente, Europa, Norteamérica y Sudamérica. La gira constó de 88 conciertos y fue el itinerario más largo para la artista, ya que su gira anterior, Sticky & Sweet Tour, constó de 85. Recaudó en total 305 158 363 USD y se convirtió en una de las diez más recaudadoras de la historia, así como en la más exitosa de 2012.

## Anuncio
Mientras promocionaba su película W.E., Madonna se asoció con la marca de vodka Smirnoff y lanzó el concurso Smirnoff Nightlife Exchange Project, en el que los participantes debían subir material de ellos, mostrando sus habilidades de baile, para ser incluidos como bailarines en su próxima gira. Once finalistas se presentaron ante Madonna y otros invitados en noviembre de 2011, en el Roseland Ballroom, donde resultó ganador Charles Riley (conocido como Lil Buck).
La gira fue anunciada oficialmente el martes 7 de febrero, dos días después de su participación en el espectáculo de medio tiempo del Super Bowl XLVI. Ese día se revelaron el cartel promocional y el nombre de la nueva gira, a través de su página oficial y su promotora Live Nation. Esto coincidió con el anuncio de las portadas de las ediciones de lujo y estándar de MDNA, el estreno del vídeo del sencillo «Give Me All Your Luvin'», y el anuncio del tracklist del álbum.

## Confusiones con el nombre de la gira
En un principio la gira se tituló simplemente Madonna World Tour. Inmediatamente se comenzó a especular que la gira no fue llamada MDNA World Tour, debido a la controversia generada por el título del álbum MDNA, y su semejanza con el nombre de la droga MDMA, conocida como éxtasis, para así no causar prejuicios ni problemas en algunos de los países donde Madonna se presentaría; pero nada de esto se confirmó de manera oficial. Finalmente, el 26 de marzo del 2012, Madonna respondió a uno de sus fanáticos a través de la red social Twitter, que el nombre de la gira sería The MDNA Tour.

## Recepción comercial

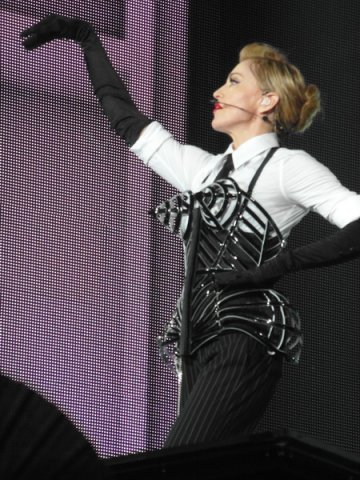
Madonna en Barcelona utilizando su mítico corsé de conos, en un nuevo modelo igualmente diseñado por Jean Paul Gaultier.

Tras el inicio de la venta de entradas, se agotaron en cuestión de minutos en muchos puntos de venta. En Estados Unidos, 60 000 entradas para el concierto en el Yankee Stadium de Nueva York se agotaron en veinte minutos. En Kansas City, las entradas se agotaron en doce minutos, mientras que en Houston se agotaron en menos de una hora. En Canadá, el concierto en Montreal vendió 16 000 entradas en veinte minutos, junto con la fecha en Quebec. En Ottawa se vendieron 65 000 entradas en una hora, de las cuales, 15 000 se agotaron en veintiún minutos, convirtiéndose en el concierto más vendido en la historia de dieciséis años del Scotiabank Place. Todas las entradas disponibles para la primera fecha en Ámsterdam se agotaron en treinta minutos. En Abu Dhabi, por primera vez había seguidores haciendo fila para adquirir sus entradas 24 horas antes del inicio de la venta general, agotando 22 000 entradas en un récord de horas, lo que provocó el anuncio de una segunda fecha. En Estambul, 50 000 entradas se agotaron en cuatro días. En Colombia, 38 000 entradas se vendieron exclusivamente durante la preventa y las 2000 entradas restantes para la venta general se agotaron en tres horas. Madonna también vendió más de 100 000 entradas en dos días para las tres fechas en Brasil, en la Argentina al día siguiente de ponerse a la venta los boletos, ya se había vendido 80 000 entradas.
Frente a los dichos de los medios que la gira tenía bajo rendimiento en ventas, Arthur Fogel, presidente de Live Nation Global Touring anunció el 19 de abril de 2012, que la gira está a punto de estar entre los diez mejores tours de todos los tiempos. También afirmó que más de 1,4 millones de entradas se han vendido, generando 214 millones de dólares, con un promedio de 2,7 millones de dólares por show, en una mezcla de estadios y arenas. Para el 10 de mayo de 2012, se habían vendido un total de 653 000 entradas en América del Norte, y unas 30 000 permanecen disponibles para los treinta y seis shows en los Estados Unidos.
El 26 de abril, las entradas más caras para la fecha en México se agotaron en dos horas con quince minutos en preventa, por lo que el martes 22 de mayo de 2012, se anunció una segunda fecha para el 25 de noviembre en Ciudad de México, debido a la altísima demanda.
El 4 de mayo se anunció que Madonna estaría en Argentina el 13 de diciembre en el Estadio River Plate de Buenos Aires y el 22 del mismo mes en el Estadio Mario Alberto Kempes de Córdoba. A medida que en la preventa y en la venta general se agotaban las entradas, el 1 de junio se anunció la segunda fecha para el 15 de diciembre en Buenos Aires mientras que en Córdoba se completaba.

## Sinopsis
El espectáculo comienza con sonidos de campanas, y una ambientación de catedral, al tiempo que bailarines, vestidos con capuchas rojas y tacones, preparan el escenario realizando rituales religiosos. El Trío Kalakan aparece, con cantos gregorianos que se convierten en el nombre de Madonna. La pantalla central se abre, revelando la silueta de la cantante rezando dentro de un confesionario. Se pone de pie, y rompe el vidrio del mismo con un rifle, dando inicio a «Girl Gone Wild», acompañada por los bailarines, con una coreografía similar al video. Continúa con «Revolver», donde realiza  con sus bailarinas una compleja coreografía con armas falsas. Un disparo final da inicio a «Gang Bang», interpretada en una habitación de motel de carretera, donde simula matar a los terroristas que intentan asesinarla. Al matar al último, se inicia «Papa Don't Preach», en una versión muy parecida a la original. Madonna se arrepiente de lo que realizó, pero es interrumpida por sus bailarines, que la "secuestran" durante la interpretación de «Hung Up». La interpretación incluye slackline y caminata en cuerda floja. Finalmente, Madonna logra escapar, y continúa con «I Don't Give A», acompañada con la guitarra eléctrica, y con coros por el Trío Kalakan. Al finalizar el primer acto, Madonna es elevada, mientras en las pantallas se muestra una cruz con las letras MDNA. Luego, se inicia «Best Friend», durante la cual, algunos bailarines muestran sus habilidades de flexing (contorsionismo). En las pantallas se muestra a una persona caminando por un cementerio, y distintas lápidas con mensajes.
El segundo acto comienza con «Express Yourself». Madonna, con sus bailarinas y coristas, aparecen vestidas como porristas, realizando una coreografía con bastones. A esto, sigue «Give Me All Your Luvin'», donde aparecen los bailarines con cajas de banda, al ritmo de la canción, mientras otros cuelgan desde el techo del escenario. La coreografía incluye pompones y un gran movimiento en el escenario. Madonna desaparece, para dar paso al video «Turning Up The Hits», que resume su carrera musical, tras lo cual, reaparece vestida con cuero negro y su guitarra eléctrica, para interpretar «Turn Up the Radio». Luego, el Trío Kalakan vuelve a escena para interpretar una remozada versión de «Open Your Heart», mezclada con cantos propios del país vasco. Tras la canción, Madonna da su primer mensaje al público e interpreta «Masterpiece», para luego desaparecer del escenario.

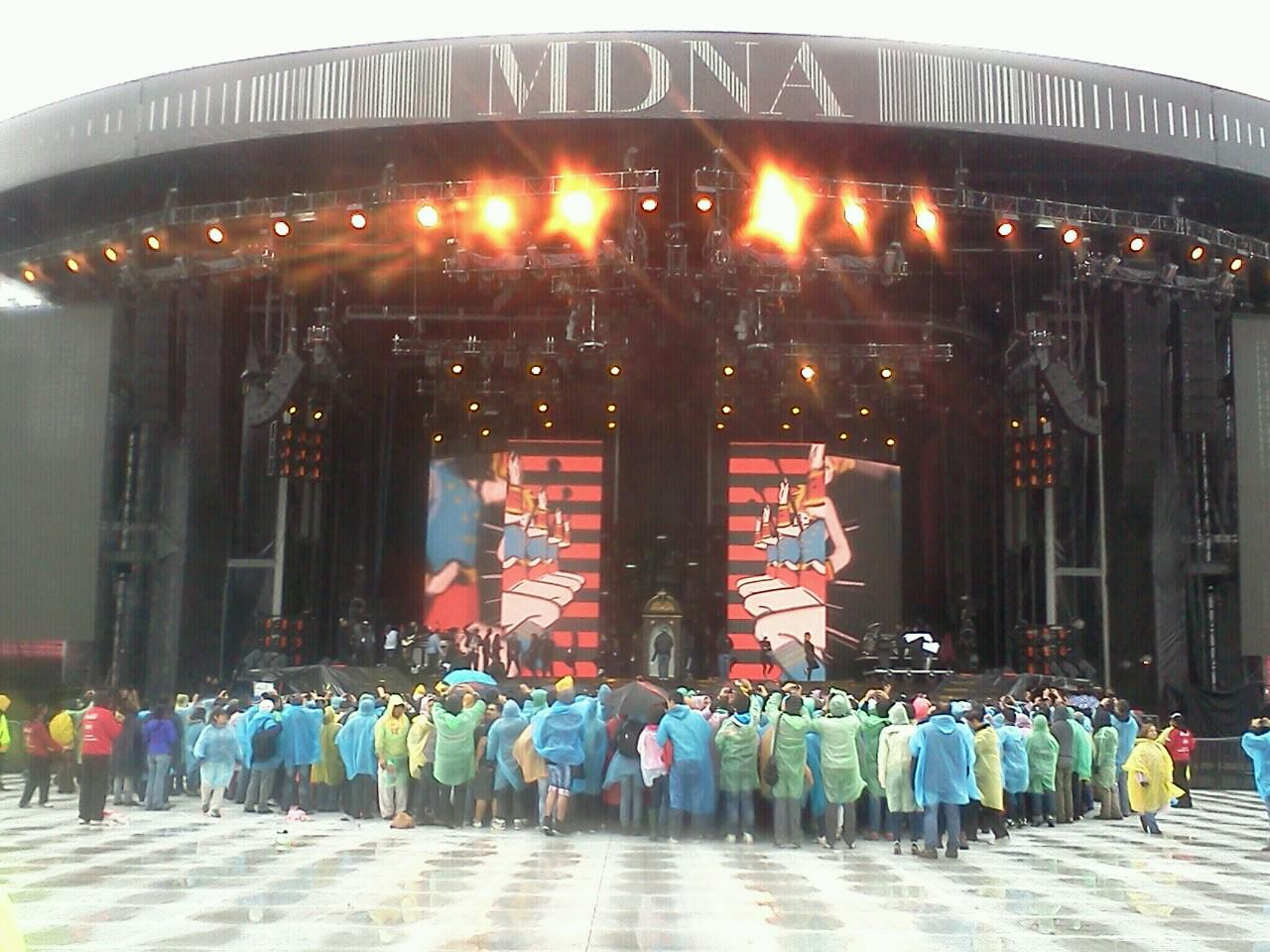
El escenario utilizado en los shows en estadios incluía un techo con el logotipo de la gira.

«Justify My Love» da inicio al tercer acto. En las pantallas se muestra un video en el cual Madonna escapa de quienes la persiguen, encerrándose en una habitación donde realiza sus fantasías. Tras esto, se inicia «Vogue», donde Madonna aparece con una nueva versión del corsé de conos. Luego, se prosigue con «Candy Shop», ambientada en un cabaret. Madonna se quita el corsé y la corbata para iniciar «Human Nature», donde realiza un strip-tease, para quedar solo con sostén y pantalón. Ric'key Pageot aparece en el piano para acompañarla en una versión íntima de «Like a Virgin», que es considerada uno de los puntos altos del show. Tras finalizar la interpretación, Pageot y Madonna desaparecen del escenario.
Para iniciar el cuarto acto, se muestra un video con crítica social, al ritmo de «Nobody Knows Me», mientras que bailarines, representando policías y reos, realizan acrobacias de slackline. Al finalizar el video, Madonna vuelve al escenario, con un vestuario inspirado en la era medieval, para interpretar «I'm Addicted», con una coreografía que contiene elementos del shao-lin. Luego, Madonna vuelve a la guitarra eléctrica e interpreta «I'm a Sinner», mientras el escenario representa un viaje en tren, con los bailarines saltando entre ellos. El Trío Kalakan se une a Madonna, e interpretan «Cyberraga», para que luego Madonna desaparezca del escenario, mientras el trío realiza cantos gregorianos. El show continúa con una enérgica versión de «Like a Prayer», que incluye un coro en el escenario, y participación del público. Madonna baila feliz, para desaparecer nuevamente, junto con todo el coro. Los sonidos de campanas del inicio del show vuelven a escucharse, dando la impresión que el show ha terminado, para luego dar paso al último tema, «Celebration», el cual incluye una enérgica coreografía y scratch al final, tras lo cual, Madonna agradece al público y se despide, desapareciendo del escenario con todos los bailarines.

## Comentarios
Durante su primer concierto llevado a cabo en Tel Aviv, Madonna dijo: «Elegí empezar mi gira mundial en Israel por una razón especial e importante. No pueden ser mis admiradores y no querer paz en el mundo. Todas las personas, todos somos hijos e hijas del universo y seres humanos. Todos sangramos el mismo color. Todos queremos amar y ser amados. Es fácil decir "Quiero paz", pero es otra cosa hacerlo... Ningún conflicto puede ser resuelto causando dolor a otro ser humano. (...) Como ya saben, todos los conflictos que han estado ocurriendo durante años en Medio Oriente tienen que acabar».

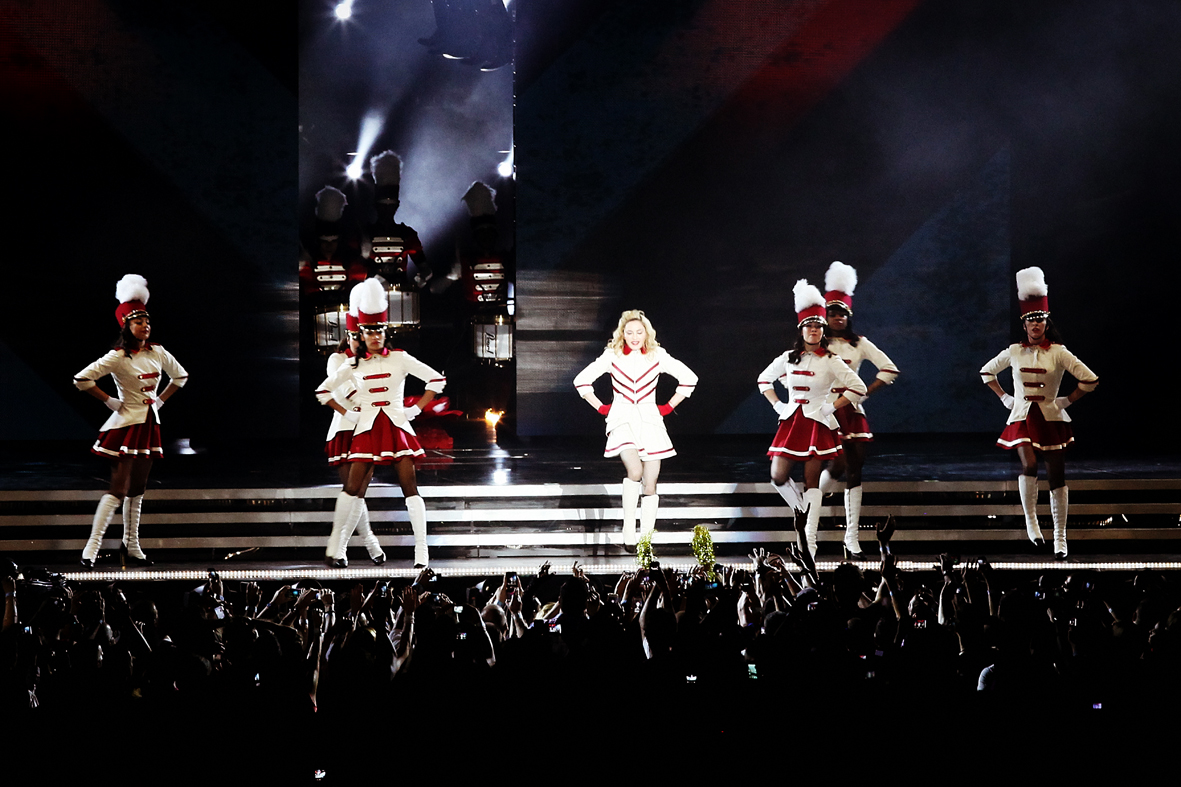
Madonna interpretando «Give Me All Your Luvin'» en Tel Aviv, Israel.

## Comentarios de la crítica
La recepción hacia los conciertos en Tel Aviv y Abu Dhabi fue generalmente positiva. Niv Elis de The Jerusalem Post opinó que la actuación en Tel Aviv era un «asalto sobre los sentidos». Luego agregó: «A pesar de que las confunsas ideas subyacenten la interpretación, es difícil imaginarse a alguien no disfrutar un concierto de Madonna. Digan lo que digan sobre el estudio cábala, armado, fashionista de música pop – y todos tienen algo que decir – pero la mujer sabe como ponerlo en un buen show». Saeed Saeed de The National afirmó que en la actuación en Abu Dhabi, vio a Madonna «dando su alma». Después dijo: «Mientras que en su Sticky & Sweet Tour mostró reírse de ella misma y de varias de sus apariencias musicales a lo largo de los años, este concierto era a veces brutalmente oscuro y sofocante, y es tanto un exorcismo emocional como una interpretación».

## Emisiones y grabaciones
El cómico estadounidense Conan O'Brien dijo que filmaría un especial del primer concierto en Tel Aviv. Este contará con entrevistas detrás del escenario con cuatro actuaciones de la gira, también aparecerán los actores Natalie Portman y Sacha Baron Cohen. No hay fecha de la publicación del documental. MTV grabó un documental detrás de escenas de la gira titulado Inside the DNA of MDNA, publicado el 10 de julio de 2012.
Inicialmente estaba previsto que se filmaran los conciertos en Medellín, sin embargo, debido a los conflictos con la programación de los directores, los espectáculos no se filmaron. El 16 de noviembre, se anunció a través del sitio web de la cantante que los conciertos del 19 y 20 de ese mes, en Miami, serían grabados, para su posterior lanzamiento en video. El 29 de noviembre fue anunciado que los estrenos en DVD y Blu-ray serían dirigidos por Stéphane Sennour y Danny Tull, quienes también dirigieron la transmisión en YouTube de su actuación en el Olympia. Para las presentaciones en Miami, Madonna se asoció con Vyclone.com para el MDNA Film Project y pidió a los espectadores filmar «Give Me All Your Luvin'» con sus celulares desde su perspectiva y subirlo a la web Vyclone utilizando su aplicación móvil. A cambio, recibirían una película multi-ángulo de la canción. Originalmente, el video tenía previsto su lanzamiento para marzo de 2013, pero finalmente el 9 de mayo se anunció el estreno de un especial televisivo llamado Madonna: The MDNA Tour, para el 22 de junio, a través del sitio web de la cantante. El video, titulado MDNA World Tour, se lanzó a la venta el 9 de septiembre en todo el mundo, y el día siguiente en Estados Unidos, en los formatos DVD, Blu-Ray y CD. El día 18 de junio, se realizó la premiere del DVD a un grupo de admiradores, a la que asistió la cantante.

### Presentación en el Olympia de París
El 26 de julio de 2012, Madonna se presentó en el Olympia de París de Francia. Este concierto fue transmitido en línea a través del canal LoveLive en YouTube. La presentación consistió en nueve canciones, entre ellas la lista normal de la gira, desde «Turn Up the Radio» hasta «Human Nature» y dos exclusivas, «Beautiful Killer» (con elementos de «Die Another Day») y «Je t'aime... moi non plus», una versión de Serge Gainsbourg y Jane Birkin.

## Actos de apertura
| - Martin Solveig (Europa, Norte América, fechas seleccionadas) - Paul Oakenfold (Medellín, Europa, Norte América, fechas seleccionadas) - Alesso (Europa, fechas seleccionadas) - Nero (Norte América, fechas seleccionadas) - will.i.am (París) | - Offer Nissim (Tel Aviv, Estambul) - Benny Benassi (Abu Dabi, Washington D. C.) - LMFAO (Londres, Niza) - DJ Kirill Doomski (Kiev) - Felguk (Río de Janeiro, São Paulo, Porto Alegre) - Gui Boratto (São Paulo) - DJ Fabrício Peçanha (Porto Alegre) | - Sebastian Ingrosso (Kiev) - Carl Louis & Martin Danielle (Fornebu) - Laidback Luke (Filadelfia, Buenos Aires, Santiago y Córdoba) - Avicii (Nueva York—septiembre de 2012) - DJ Misha Skye (Denver y Phoenix) - Facu Carri (Córdoba) |

## Lista de canciones
Acto I - Transgresión:
1. «The Prayer Overture: Act of Contrition» (Introducción) (contiene extractos de «Salmo 91»[57] y de «Birjina Gaztetto Bat Zegoen»)
2. «Girl Gone Wild» (contiene elementos de «Girl Gone Wild (Offer Nissim Remix)» y extractos de «Material Girl» y «Give It 2 Me»)[58]
3. «Revolver»
4. «Gang Bang»
5. «Papa Don't Preach»
6. «Hung Up» (contiene elementos de «Girl Gone Wild» y «Sorry» )
7. «I Don't Give A»
8. «Best Friend» (remix) (video/baile interludio) (contiene extractos de «Heartbeat»)

Acto II - Profecía:
1. «Express Yourself» (contiene extractos de «Born This Way» y «She's Not Me»)[59]
2. «Give Me All Your Luvin'» (Just Blaze Remix)
3. «Turning Up the Hits» (video interludio) (contiene extractos de «Holiday», «Into the Groove», «Lucky Star», «Like a Virgin», «4 Minutes», «Ray of Light» y «Music»)[60]
4. «Turn Up the Radio»  (contiene extractos de «Turn Up the Radio (Leo Zero Remix)»)
5. «Open Your Heart» (contiene elementos de «Sagarra Jo!»)
6. «Holiday» (desde el 8 de septiembre y solo en algunas fechas)[n. 1]
7. «Masterpiece»

Acto III - Masculino/Femenino:
1. «Justify My Love» (remix) (video/baile interludio)
2. «Vogue»
3. «Candy Shop» (contiene elementos de «Ashamed of Myself» y extractos de «Erotica»)
4. «Human Nature»
5. «Like a Virgin» (contiene elementos de «Evgeni’s Waltz»)[61]
6. «Love Spent» (contiene elementos de «Love Spent (Acoustic)» y «Evgeni's Waltz»)[n. 2][62]

Acto IV - Redención:
1. «Nobody Knows Me» (remix) (video/baile interludio)[61]
2. «I'm Addicted»
3. «I'm a Sinner» (contiene elementos de «Cyberraga» y de «De Treville-n Azken Hitzak»)
4. «Like a Prayer»
5. «Celebration» (Benny Benassi Remix) (contiene elementos de «Girl Gone Wild» y «Give It 2 Me»)[n. 3]

Fuentes:
Notas
1. ↑  «Holiday» fue añadido al repertorio el 8 de septiembre.
2. ↑  «Love Spent» se añadió el 20 de septiembre.
3. ↑  Los extractos de «Give it 2 Me» fueron añadidos a «Celebration» desde el 30 de octubre.

- Durante la actuación en Edimburgo, «Like a Virgin» y «I'm Addicted» no se realizaron debido a las restricciones del tiempo local que impiden actuar después de las 11 p. m.[61]
- Durante la segunda presentación en Vancouver, «Holiday» y «Like a Virgin» no se interpretaron.
- Durante la primera actuación en San José, «Everybody» fue interpretado en lugar de «Holiday», debido a su trigésimo aniversario.
- Durante la segunda actuación en St. Paul, Madonna cantó un extracto de «American Life», después de «Human Nature»
- Durante la segunda presentación en Nueva York en el Madison Square Garden, «Holiday» y «Masterpiece» no se interpretaron. Luego, Madonna realizó un mash-up de «Give it 2 Me» y «Gangnam Style», seguido de «Music». Para ambas canciones, el rapero surcoreano PSY se le unió en el escenario. Además, «Give it 2 Me» no fue incluida en «Celebration».[66][67][68][69]
- Durante la segunda actuación en México, D. F. y la primera en Medellín, «Spanish Lesson» fue interpretado en lugar de «Holiday».[70][71]
- Durante la primera actuación en Medellín, un bailarín hirió accidentalmente a Madonna durante la interpretación de «Gang Bang».[72]
- Durante la segunda actuación en Medellín, el 29 de noviembre, Madonna no interpretó «Like a Virgin» ni «Love Spent» por la fuerte lluvia.
- Durante las actuaciones en Buenos Aires, «Like a Virgin» fue reemplazada por «Don't Cry For Me Argentina».[73]
- Durante la presentación en Santiago, la cantante se retrasó dos horas, además el concierto debió acortar el primer acto por las intensas lluvias.[74][75][76][77][78]
- Durante el último concierto de la gira en Córdoba, Argentina, en la interpretación de «Open Your Heart» se produjo un corte de luz por un problema en los generadores eléctricos del escenario; Madonna y los bailarines se mantuvieron en él y después de una espera de cincuenta minutos, el problema fue resuelto y el espectáculo siguió nuevamente.[79][80][81][82][83] «Masterpiece» y «Justify My Love» no se interpretaron.[80]

| Lista de canciones del concierto de París del 26 de julio de 2012 |
| --- |
| 1. «Radio Dial Static Medley» (video interludio) (contiene extractos de «Holiday», «Into the Groove», «Lucky Star», «Like a Virgin», «4 Minutes», «Ray of Light», «Music») 2. «Turn Up the Radio» (contiene extractos de «Turn Up the Radio: Leo Zero Remix») 3. «Open Your Heart» (contiene elementos de «Sagarra Jo») 4. «Masterpiece» 5. «Justify My Love» (remix) (video/baile interludio) 6. «Vogue» 7. «Erotic Candy Shop» (contiene elementos de «Ashamed of Myself» y extractos de «Erotica») 8. «Human Nature» 9. «Beautiful Killer» (contiene elementos de «Die Another Day») 10. «Je t'aime... moi non plus» - Fuente: |

## Fechas
| Asia                     |                  |                        |                                          |
| 31 de mayo de 2012       | Tel Aviv         | Israel                 | Estadio Ramat Gan                        |
| 3 de junio de 2012       | Abu Dabi         | Emiratos Árabes Unidos | Du Arena                                 |
| 4 de junio de 2012       | Abu Dabi         | Emiratos Árabes Unidos | Du Arena                                 |
| Europa                   |                  |                        |                                          |
| 7 de junio de 2012       | Estambul         | Turquía                | Türk Telekom Arena                       |
| 12 de junio de 2012      | Roma             | Italia                 | Estadio Olímpico de Roma                 |
| 14 de junio de 2012      | Milán            | Italia                 | Estadio San Siro                         |
| 16 de junio de 2012      | Florencia        | Italia                 | Estadio Artemio Franchi                  |
| 20 de junio de 2012      | Barcelona        | España                 | Palau Sant Jordi                         |
| 21 de junio de 2012      | Barcelona        | España                 | Palau Sant Jordi                         |
| 24 de junio de 2012      | Coímbra          | Portugal               | Estadio Ciudad de Coímbra                |
| 28 de junio de 2012      | Berlín           | Alemania               | O2 World                                 |
| 30 de junio de 2012      | Berlín           | Alemania               | O2 World                                 |
| 2 de julio de 2012       | Copenhague       | Dinamarca              | Parken Stadion                           |
| 4 de julio de 2012       | Gotemburgo       | Suecia                 | Estadio Ullevi                           |
| 7 de julio de 2012       | Ámsterdam        | Países Bajos           | Ziggo Dome                               |
| 8 de julio de 2012       | Ámsterdam        | Países Bajos           | Ziggo Dome                               |
| 10 de julio de 2012      | Colonia          | Alemania               | Lanxess Arena                            |
| 12 de julio de 2012      | Bruselas         | Bélgica                | Estadio Rey Balduino                     |
| 14 de julio de 2012      | París            | Francia                | Stade de France                          |
| 17 de julio de 2012      | Londres          | Reino Unido            | Hyde Park                                |
| 19 de julio de 2012      | Birmingham       | Reino Unido            | National Indoor Arena                    |
| 21 de julio de 2012      | Edimburgo        | Reino Unido            | Murrayfield Stadium                      |
| 24 de julio de 2012      | Dublín           | Irlanda                | Estadio Aviva                            |
| 26 de julio de 2012      | París            | Francia                | L'Olympia                                |
| 29 de julio de 2012      | Viena            | Austria                | Estadio Ernst Happel                     |
| 1 de agosto de 2012      | Varsovia         | Polonia                | Estadio Nacional de Polonia              |
| 4 de agosto de 2012      | Kiev             | Ucrania                | Estadio Olímpico de Kiev                 |
| 7 de agosto de 2012      | Moscú            | Rusia                  | Estadio Olimpiski                        |
| 9 de agosto de 2012      | San Petersburgo  | Rusia                  | Peterburgsky SKK                         |
| 12 de agosto de 2012     | Helsinki         | Finlandia              | Estadio Olímpico de Helsinki             |
| 15 de agosto de 2012     | Oslo             | Noruega                | Telenor Arena                            |
| 18 de agosto de 2012     | Zúrich           | Suiza                  | Letzigrund                               |
| 21 de agosto de 2012     | Niza             | Francia                | Stade Charles Ehrmann                    |
| América del Norte        |                  |                        |                                          |
| 28 de agosto de 2012     | Filadelfia       | Estados Unidos         | Wells Fargo Center                       |
| 30 de agosto de 2012     | Montreal         | Canadá                 | Centre Bell                              |
| 1 de septiembre de 2012  | Quebec           | Canadá                 | Plaines d'Abraham                        |
| 4 de septiembre de 2012  | Boston           | Estados Unidos         | TD Banknorth Garden                      |
| 6 de septiembre de 2012  | Nueva York       | Estados Unidos         | Yankee Stadium                           |
| 8 de septiembre de 2012  | Nueva York       | Estados Unidos         | Yankee Stadium                           |
| 10 de septiembre de 2012 | Ottawa           | Canadá                 | Scotiabank Place                         |
| 12 de septiembre de 2012 | Toronto          | Canadá                 | Air Canada Centre                        |
| 13 de septiembre de 2012 | Toronto          | Canadá                 | Air Canada Centre                        |
| 15 de septiembre de 2012 | Atlantic City    | Estados Unidos         | Boardwalk Hall                           |
| 19 de septiembre de 2012 | Chicago          | Estados Unidos         | United Center                            |
| 20 de septiembre de 2012 | Chicago          | Estados Unidos         | United Center                            |
| 23 de septiembre de 2012 | Washington       | Estados Unidos         | Verizon Center                           |
| 24 de septiembre de 2012 | Washington       | Estados Unidos         | Verizon Center                           |
| 29 de septiembre de 2012 | Vancouver        | Canadá                 | Rogers Arena                             |
| 30 de septiembre de 2012 | Vancouver        | Canadá                 | Rogers Arena                             |
| 2 de octubre de 2012     | Seattle          | Estados Unidos         | Key Arena                                |
| 3 de octubre de 2012     | Seattle          | Estados Unidos         | Key Arena                                |
| 6 de octubre de 2012     | San José         | Estados Unidos         | HP Pavilion at San Jose                  |
| 7 de octubre de 2012     | San José         | Estados Unidos         | HP Pavilion at San Jose                  |
| 10 de octubre de 2012    | Los Ángeles      | Estados Unidos         | Staples Center                           |
| 11 de octubre de 2012    | Los Ángeles      | Estados Unidos         | Staples Center                           |
| 13 de octubre de 2012    | Las Vegas        | Estados Unidos         | MGM Grand                                |
| 14 de octubre de 2012    | Las Vegas        | Estados Unidos         | MGM Grand                                |
| 16 de octubre de 2012    | Phoenix          | Estados Unidos         | US Airways Center                        |
| 18 de octubre de 2012    | Denver           | Estados Unidos         | Pepsi Center                             |
| 21 de octubre de 2012    | Dallas           | Estados Unidos         | American Airlines Center                 |
| 24 de octubre de 2012    | Houston          | Estados Unidos         | Toyota Center                            |
| 25 de octubre de 2012    | Houston          | Estados Unidos         | Toyota Center                            |
| 27 de octubre de 2012    | Nueva Orleans    | Estados Unidos         | New Orleans Arena                        |
| 30 de octubre de 2012    | Kansas City      | Estados Unidos         | Sprint Center                            |
| 1 de noviembre de 2012   | Saint Louis      | Estados Unidos         | Scottrade Center                         |
| 3 de noviembre de 2012   | Saint Paul       | Estados Unidos         | Xcel Energy Center                       |
| 4 de noviembre de 2012   | Saint Paul       | Estados Unidos         | Xcel Energy Center                       |
| 6 de noviembre de 2012   | Pittsburgh       | Estados Unidos         | Consol Energy Center                     |
| 8 de noviembre de 2012   | Detroit          | Estados Unidos         | Joe Louis Arena                          |
| 10 de noviembre de 2012  | Cleveland        | Estados Unidos         | Quicken Loans Arena                      |
| 12 de noviembre de 2012  | Nueva York       | Estados Unidos         | Madison Square Garden                    |
| 13 de noviembre de 2012  | Nueva York       | Estados Unidos         | Madison Square Garden                    |
| 15 de noviembre de 2012  | Charlotte        | Estados Unidos         | Time Warner Cable Arena                  |
| 17 de noviembre de 2012  | Atlanta          | Estados Unidos         | Philips Arena                            |
| 19 de noviembre de 2012  | Miami            | Estados Unidos         | American Airlines Arena                  |
| 20 de noviembre de 2012  | Miami            | Estados Unidos         | American Airlines Arena                  |
| 24 de noviembre de 2012  | Ciudad de México | México                 | Foro Sol                                 |
| 25 de noviembre de 2012  | Ciudad de México | México                 | Foro Sol                                 |
| Sudamérica               |                  |                        |                                          |
| 28 de noviembre de 2012  | Medellín         | Colombia               | Estadio Atanasio Girardot                |
| 29 de noviembre de 2012  | Medellín         | Colombia               | Estadio Atanasio Girardot                |
| 2 de diciembre de 2012   | Río de Janeiro   | Brasil                 | Parque Olímpico Cidade do Rock           |
| 4 de diciembre de 2012   | Sao Paulo        | Brasil                 | Estadio del Morumbi                      |
| 5 de diciembre de 2012   | Sao Paulo        | Brasil                 | Estadio del Morumbi                      |
| 9 de diciembre de 2012   | Porto Alegre     | Brasil                 | Estadio Olímpico Monumental              |
| 13 de diciembre de 2012  | Buenos Aires     | Argentina              | Estadio River Plate                      |
| 15 de diciembre de 2012  | Buenos Aires     | Argentina              | Estadio River Plate                      |
| 19 de diciembre de 2012  | Santiago         | Chile                  | Estadio Nacional Julio Martínez Prádanos |
| 22 de diciembre de 2012  | Córdoba          | Argentina              | Estadio Mario Alberto Kempes             |

### Conciertos cancelados y/o reprogramados
| Asia                   |                |                |                                |                                                |
| 29 de mayo de 2012     | Tel Aviv       | Israel         | Estadio Ramat Gan              | Reprogramado para el 31 de mayo de 2012.       |
| Europa                 |                |                |                                |                                                |
| 11 de junio de 2012    | Zagreb         | Croacia        | Estadio Maksimir               | Cancelada debido a conflictos de programación. |
| Norteamérica           |                |                |                                |                                                |
| 20 de octubre de 2012  | Dallas         | Estados Unidos | American Airlines Center       | Cancelada debido a laringitis severa.          |
| Sudamérica             |                |                |                                |                                                |
| 1 de diciembre de 2012 | Río de Janeiro | Brasil         | Parque Olímpico Cidade do Rock | Reprogramado para el 2 de diciembre de 2012.   |

### Recaudaciones
| Lugar                                    | Ciudad           | Entradas vendidas/disponibles | Recaudación  |
| ---------------------------------------- | ---------------- | ----------------------------- | ------------ |
| Estadio Ramat Gan                        | Tel Aviv         | 33 457 / 33 457 (100%)        | $4 339 876   |
| Yas Arena                                | Abu Dhabi        | 45 722 / 45 722 (100%)        | $8 053 500   |
| Turk Telekom Arena                       | Estambul         | 47 789 / 47 789 (100%)        | $6 219 598   |
| Stadio Olimpico                          | Roma             | 36 658 / 36 658 (100%)        | $2 835 542   |
| Stadio San Siro                          | Milán            | 53 244 / 53 244 (100%)        | $5 624 570   |
| Stadio Artemio Franchi                   | Florencia        | 42 434 / 42 434 (100%)        | $4 252 680   |
| Palau Sant Jordi                         | Barcelona        | 33 178 / 33 178 (100%)        | $3 893 274   |
| Estadio Ciudad de Coímbra                | Coímbra          | 33 597 / 33 597 (100%)        | $3 156 022   |
| O2 World                                 | Berlín           | 25 481 / 25 481 (100%)        | $3 679 378   |
| Parken Stadion                           | Copenhague       | 29 416 / 29 416 (100%)        | $2 980 465   |
| Ullevi                                   | Gotemburgo       | 36 472 / 36 472 (100%)        | $4 510 807   |
| Ziggo Dome                               | Ámsterdam        | 29 172 / 29 172 (100%)        | $3 777 245   |
| Lanxess Arena                            | Colonia          | 14 489 / 14 489 (100%)        | $1 775 841   |
| Estadio Rey Balduino                     | Bruselas         | 36 778 / 36 778 (100%)        | $3 676 447   |
| Stade De France                          | París            | 62 195 / 62 195 (100%)        | $7 195 799   |
| Hyde Park                                | Londres          | 54 140 / 54 140 (100%)        | $6 714 027   |
| National Indoor Arena                    | Birmingham       | 11 684 / 11 684 (100%)        | $1 998 196   |
| Murrayfield Stadium                      | Edimburgo        | 52 160 /52 160 (100%)         | $4 974 731   |
| Aviva Stadium                            | Dublín           | 33 953 / 33 953 (100%)        | $3 175 497   |
| L'Olympia                                | París            | 2576 / 2576 (100%)            | $346 653     |
| Ernst Happel Stadion                     | Viena            | 33 250 / 33 250 (100%)        | $1 953 791   |
| Stadion Narodowy                         | Varsovia         | 38 699 / 38 699 (100%)        | $2 933 410   |
| NSC Olimpyiskiy                          | Kiev             | 31 022 / 31 022 (100%)        | $4 893 317   |
| Olimpyiskiy                              | Moscú            | 19 842 / 19 842 (100%)        | $4 074 400   |
| SKK Arena                                | San Petersburgo  | 19 079 / 19 079 (100%)        | $2 683 569   |
| Olympiastadion                           | Helsinki         | 42 760 / 42 760 (100%)        | $5 589 900   |
| Telenor Arena                            | Oslo             | 18 631 / 18 631 (100%)        | $3 017 871   |
| Stadion Letzigrund                       | Zúrich           | 37 792 / 37 792 (100%)        | $4 989 192   |
| Stade Charles-Ehrmann                    | Nice             | 29 670 / 29 670 (100%)        | $2 386 311   |
| Wells Fargo Center                       | Filadelfia       | 15 741 / 15 741 (100%)        | $2 651 855   |
| Bell Centre                              | Montreal         | 16 918 / 16 918 (100%)        | $3 457 482   |
| Plains of Abraham                        | Quebec           | 70 569 / 70 569(100%)         | $8 098 292   |
| TD Banknorth Garden                      | Boston           | 13 995 / 13 995 (100%)        | $2 450 720   |
| Yankee Stadium                           | Nueva York       | 79 775 / 79 775 (100%)        | $12 599 540  |
| Scotiabank Place                         | Ottawa           | 14 422 / 14 422(100%)         | $2 371 994   |
| Air Canada Centre                        | Toronto          | 32 557 / 32 557 (100%)        | $7 458 188   |
| Boardwalk Hall                           | Atlantic City    | 12 207 / 12 207 (100%)        | $2 891 340   |
| United Center                            | Chicago          | 28 143 / 28 143 (100%)        | $5 102 880   |
| Verizon Center                           | Washington D. C. | 27 944 / 27 944 (100%)        | $4 860 428   |
| Rogers Arena                             | Vancouver        | 28 500 / 28 500 (100%)        | $4 758 994   |
| KeyArena                                 | Seattle          | 23 651 / 23 651 (100%)        | $3 723 405   |
| HP Pavilion at San Jose                  | San José         | 25 907 / 25 907 (100%)        | $4 791 285   |
| Staples Center                           | Los Ángeles      | 29 015 / 29 015 (100%)        | $6 162 835   |
| MGM Grand Garden Arena                   | Las Vegas        | 24 991 / 24 991 (100%)        | $7 188 879   |
| US Airways Center                        | Phoenix          | 13 239 / 13 239 (100%)        | $2 389 060   |
| Pepsi Center                             | Denver           | 13 280 / 13 280 (100%)        | $2 135 835   |
| American Airlines Center                 | Dallas           | 14 360 / 14 360 (100%)        | $2 329 690   |
| Toyota Center                            | Houston          | 24 797 / 24 797 (100%)        | $4 390 355   |
| New Orleans Arena                        | Nueva Orleans    | 14 498 / 14 498 (100%)        | $2 261 515   |
| Sprint Center                            | Kansas City      | 14 108 / 14 108 (100%)        | $2 366 220   |
| Scottrade Center                         | St. Louis        | 16 022 / 16 022 (100%)        | $2 449 110   |
| Xcel Energy Center                       | Saint Paul       | 26 084 / 26 084 (100%)        | $4 229 005   |
| Consol Energy Center                     | Pittsburgh       | 14 120 / 14 120 (100%)        | $2 358 670   |
| Joe Louis Arena                          | Detroit          | 13 716 / 13 716 (100%)        | $1 833 154   |
| Quicken Loans Arena                      | Cleveland        | 16 487 / 16 487 (100%)        | $2 546 780   |
| Madison Square Garden                    | Nueva York       | 24 790 / 24 790 (100%)        | $4 846 665   |
| Time Warner Cable Arena                  | Charlotte        | 13 817 / 13 817 (100%)        | $2 208 180   |
| Philips Arena                            | Atlanta          | 13 504 / 13 504 (100%)        | $2 379 792   |
| American Airlines Arena                  | Miami            | 27 976 / 27 976 (100%)        | $5 241 125   |
| Foro Sol                                 | Ciudad de México | 84 382 / 84 382 (100%)        | $11 586 745  |
| Estadio Atanasio Girardot                | Medellín         | 90 018 / 90 018 (100%)        | $14 741 104  |
| Parque dos Atletas                       | Río de Janeiro   | 34 709 / 34 709 (100%)        | $4 332 428   |
| Estádio do Morumbi                       | São Paulo        | 85 255 / 85 255 (100%)        | $8 430 677   |
| Estádio Olímpico Monumental              | Porto Alegre     | 42 524 / 42 524 (100%)        | $7 578 191   |
| Estadio River Plate                      | Buenos Aires     | 89 226 / 89 226 (100%)        | $10 820 041  |
| Estadio Nacional Julio Martínez Prádanos | Santiago         | 47 625 / 47 625 (100%)        | $3 867 601   |
| Estadio Mario Alberto Kempes             | Córdoba          | 48 133 / 48 133 (100%)        | $5 566 393   |
| TOTAL                                    | TOTAL            | 2 212 345 / 2 212 345 (100%)  | $305 158 362 |

## Personal
| - Director del show: Michel Laprise. - Asistente del director: Tiffany Olson. - Director creativo: Jamie King. - Co-directores: Richmond Talauega, Anthony Talauega. - Arquitecto: Mark Fisher. - Coreógrafos: Alison Faulk, Jason Young, Matt Cady, Megan Lawson, Derrell Bullock, Marvin & Marion, Swoop & Goofy, Ali Ramdani. - Diseño de vestuario: Arianne Phillips, Jean-Paul Gaultier. - Supervisor de vestuario: Linda Matthews. - Asistente de diseño de vestuario: Laura Morgan, Terry Anderson, Joan Reidy. - Bailarines: Adrien Galo, Ali "Lilou" Ramdani, Brahim Zaibat, Chaz Buzan, Derrell Bullock, Drew Dollaz, Emilie Capel, Emilie Schram, Habby "Hobgoblin" Jacques, Kupono Aweau, Charles "Lil Buck" Riley, Loic "Speedylegz" Mabanza, Marion Molin, Marvin Gofin, Rocco Ritchie, Sasha Mallery, Sheik Mondesir, Stephanie Nguyen, Valeree Pohl, Vibez Henderson, Yaman "Yamsonite" Okur, Neguin. - Slackliners y bailarines : Hayden Nickell, Jaan Roose, Carlos Neto. | - Voz principal y guitarra: Madonna. - Director musical, programador, teclados: Kevin Antunes. - Coros: Kiley Dean, Nikki Richards. - Batería: Brian Frasier-Moor. - Guitarra principal: Monte Pittman. - Piano y teclado: Ric'key Pageot. - Violín: Jason Yang. - Ingeniero vocal: Sean Spuehler. - Kalakan : Thierry Biscary, Jamixel Bereau, Xan Errotabehere. |

Fuente: